# غومازي سنجر
غو مازي سنجر (بالفارسية: گومازی سنجر) هي قرية تقع في البلدة المركزية في إيران. يقدر عدد سكانها بـ 160 نسمة بحسب إحصاء 2016.